# Renate Mann
Renate Mann (* 20. Mai 1953 in Braunau am Inn; † 16. November 2021) war eine oberösterreichische Politikerin (SPÖ) und Abgeordnete zum Oberösterreichischen Landtag. 

## Ausbildung und Beruf
Renate Mann besuchte zwischen 1959 und 1967 die Pflichtschule und absolvierte im Anschluss die Haushaltungsschule in Salzburg. Danach erlernte sie den Beruf der Einzelhandelskauffrau und arbeitete ab 1972 im Stadtamt Braunau. Von 1973 bis 1994 war sie im Personalreferat der AMAG Ranshofen beschäftigt, seit 1994 war sie Büroassistentin bei der Alu-Stiftung Ranshofen. Im Verein für Zeitgeschichte engagierte sich Renate Mann außerdem für die Braunauer Zeitgeschichte-Tage. Sie wurde in Ranshofen bestattet.

## Politik
Mann war Orts- und Bezirksvorsitzende der Jungen Generation Ranshofen und engagierte sich in der Folge stark in der SPÖ-Frauenorganisation. Sie war Ortsobfrau der SPÖ-Frauen und seit 1999 Bezirks-Frauenvorsitzende des Bezirkes Braunau. Sie war zwischen 1989 und 1994 Betriebsrätin der AMAG Ranshofen und wurde 1997 in den Gemeinderat von Braunau gewählt. Nach dem Tod von Josef Öller rückte Mann am 8. Mai 2008 als Abgeordnete in den Oberösterreichischen Landtag nach. Als ihre politischen Schwerpunkte nannte Mann nach ihrer Angelobung die Bereiche Kinderbetreuung, Gewalt gegen Kinder und Frauen und Arbeitsmarkt.

## Privates
Mann war verheiratet und Mutter zweier Kinder.